# Beautiful Girl (canción de George Harrison)
«Beautiful Girl» es una canción del músico británico George Harrison publicada en el álbum de estudio Thirty Three & 1/3. Harrison comenzó a escribir la canción en 1969 y consideró grabarla para su triple álbum All Things Must Pass. En su forma final de 1976, la letra de «Beautiful Girl» fue inspirada por su segunda esposa, Olivia Harrison.
La grabación contó con la contribución de Billy Preston, Gary Wright y Willie Weeks. Algunos críticos musicales notaron aspectos del sonido de The Beatles de mediados de los sesenta tanto en la canción como en el álbum. Al respecto, el autor Nicholas Schaffner describió la canción como «una gran pérdida del clásico Rubber Soul».

## Trasfondo y composición
En su autobiografía I, Me, Mine, Harrison afirmó que comenzó a escribir «Beautiful Girl» durante las sesiones del álbum de Doris Troy en Apple Records, que comenzó en octubre de 1969. Harrison coprodujo el álbum con Troy, y uno de los músicos que contribuyeron a la sesión fue Stephen Stills, en cuya guitarra de doce cuerdas Harrison comenzó a tocar «Beautiful Girl». La inspiración de Harrison para la letra fue su mujer, Pattie Boyd, pero no fue capaz de escribir más de los tres primeros versos: «Never seen such a beautiful girl, got me shaking inside, calling on me from deep within her eyes».
Después de probar la canción al comienzo de la producción de All Things Must Pass en mayo de 1970, un mes después de la separación de The Beatles, «Beautiful Girl» «se hundió de nuevo en la distancia», según Harrison. Regresó a la canción en 1976, momento en el cual ya se había separado de Boyd y estaba viviendo con Olivia Arias, su futura esposa.
Harrison conoció a Arias en octubre de 1974 en una fiesta de Los Ángeles, poco después de que Boyd le abandonara por su amigo Eric Clapton. Harrison había hablado con ella frecuentemente a lo largo del año dado que Arias trabajaba como secretaria en A&M Records, y por extensión, en su compañía, Dark Horse Records. Intrigado por sus frecuentes llamadas, Harrison preguntó a un amigo que visitaba las oficinas de A&M que le mandase una foto de ella. 
Su eventual reunión constituó «el tan legendario "amor a primera vista"», según el autor Robert Rodríguez, y la pareja «se hizo inseparable». Al igual que Harrison, Arias estaba dedicada a un camino espiritual alineado con el hinduismo, la meditación y el yoga, y su presencia ayudó a Harrison a superar las secuelas de su polémica gira norteamericana con Ravi Shankar, y en particular el alcoholismo que sufría y que le llevó a sufrir una hepatitis a mediados de 1976.
En I, Me, Mine, Harrison reconoció que al terminar la letra de «Beautiful Girl», la «relacionó con Olivia». El autor Ian Inglis reconoce algunos de los versos de la segunda estrofa como «una descripción apropiada de la libertad y la relajación que habían sustituido a la tensión y las limitaciones de su vida anterior», un ejemplo evidente de la gratitud de Harrison a Arias.
El biógrafo Simon Leng consideró que la estructura de la canción es propia de su estilo compositivo, donde, al igual que en «Isn't It a Pity «Beware of Darkness» y «Give Me Love (Give Me Peace on Earth)», el coro y las estrofas son una y la misma. Según Leng: «El principal gancho musical viene con el primer verso en la pieza, y todos los temas musicales van inexorablemente a la resolución».
En declaraciones a la revista Rolling Stone en 1979, una vez contraído matrimonio con Arias, Harrison reconoció la influencia positiva de su mujer en su vida al hablar sobre el desánimo en su canción «Simply Shady»: «No estaba listo para unirme a Alcohólicos Anónimos o cualquier cosa –no creo haber llegado tan lejos– pero podía poner de nuevo una botella de brandy de vez en cuando, además de todas las cosas malas que volaban alrededor. Acababa de ir de juerga. Entonces conocí a Olivia y todo salió bien». Otras canciones de amor dedicadas a Olivia incluyen «Dark Sweet Lady» y «Your Love is Forever», ambas publicadas en el álbum George Harrison en 1979.

## Personal
- George Harrison: voz, guitarra slide y guitarra eléctrica
- Richard Tee: piano
- Willie Weeks: bajo
- Alvin Taylor: batería
- Gary Wright: teclados
- Billy Preston: órgano y sintetizador